# Colobaspis bicolor
Colobaspis bicolor es una especie de coleóptero de la familia Megalopodidae.

## Distribución geográfica
Habita en Nigeria.